# UP (ラジオ番組)
UP↑↑（アップ↑↑）は、2023年度の下半期（2023年10月3日 - 2024年3月28日）に朝日放送ラジオ（ABCラジオ）が火曜日 - 木曜日の18:00 - 21:00にレギュラーで編成していた生ワイド番組。このページでは、前身に当たる特別番組や、派生番組についても述べる。

## 概要
2017年度から2022年度までの下半期（主に日本プロ野球のオフシーズン）で火曜日 - 金曜日の夜間に編成されていた『伊藤史隆のラジオノオト』（朝日放送テレビアナウンサーの伊藤史隆がパーソナリティを務めていた生ワイド番組）が、同局における伊藤の正社員定年（2022年度の最終日に当たる2023年3月31日付）を機に終了したことを受けて、「『肩に力を入れすぎないトークで、仕事“終わり”に気分を“上げる”』という『アップなひととき』を届ける」と銘打って放送を開始。伊藤の後輩（朝日放送テレビの正社員アナウンサー）を日替わりでパーソナリティに起用しているほか、パートナーも『ラジオノオト』から顔触れを一新している。
当番組では、放送当日の主なニュースや阪神タイガースの最新情報を伝える一方で、パーソナリティやパートナーの個性が光るような特集コーナーを設置。金曜日には当番組の時間帯に『ラジオで虎バン!』が編成されているが、一部のコーナーは『ラジオノオト』から引き継がれていて、『ラジオで虎バン!』内でも放送されている（詳細後述）。
番組のタイトル（『UP↑↑』）を「アップ」と読ませることにちなんで、パーソナリティとパートナーは「All Up!」（オール・アップ!）という掛け声で生放送を終了。また、塚本麻里衣（朝日放送テレビのアナウンサー）とサマンサ・アナンサ（ドラァグクイーン）が出演する水曜日の放送では、サマンサ・アナンサがリスナーを「UPりん」（アップリン）と総称。これを機に、リスナーが水曜分の放送内容や出演者をX（twitter）のポスト（ツイート）で言及する際には、「#UPりん」（アップリン）というハッシュタグを付けた投稿を推奨するようになった。

## 放送時間
- 毎週火曜日 - 木曜日 18:00 - 21:00
  - 全曜日共通のコーナーとして、阪神タイガースを中心にスポーツの話題を取り上げる「スポーツヘッドライン」を18時台の後半、「今日のニュースフラッシュ」「ABC天気予報」を19時台の時報明け、「ABC交通情報」を19:30前後に放送している。ちなみに、「スポーツヘッドライン」と「ABC交通情報」は『ラジオで虎バン!』（2021年度からナイターオフ期間限定で生放送、2023年度の放送時間は毎週金曜日の18:00 - 21:00）との共通コーナーとして編成。
    - 「スポーツヘッドライン」は、朝日放送（ラジオ）がナイターオフ期間の火 - 金曜日18時台に編成する自社制作の生放送番組内で2011年度（当時の番組は『スポーツにぴたっと。』）から放送。2017年度から2020年度までは『伊藤史隆のラジオノオト』（当時は3時間番組）、2021年度以降は『ラジオで虎バン!』に組み込まれている。
      - 2021年度・2022年度に火 - 金曜日の18時台で放送されていた『ラジオで虎バン!』は、2023年度に金曜日の週1回放送へ移行。ただし、『ラジオノオト』から金曜分の放送枠を引き継いだことによって、放送時間を当番組と揃えている。このような事情から、「スポーツヘッドライン」については、火 - 木曜分を当番組内で放送する一方で、金曜分のみ『ラジオで虎バン!』内での放送を継続。当番組では、2023年11月以降の水曜分に朝日新聞大阪本社所属のスポーツ担当記者を週替わりで招いているほか、同月23日（木曜日・勤労感謝の日）放送分には同日開催された阪神の優勝パレードでリポーターを務めた伊藤史隆が「ゲスト」として登場した。
      - 朝日放送ラジオが2023年の12月第1週に設定した「ABCラジオ スペシャルAREウイーク」期間中には、『ラジオで虎バン!』との共通企画として、阪神の現役選手から1名を日替わりでゲストに迎えていた。ちなみに当番組では、12月5日（火曜日）に木浪聖也、6日（水曜日）に才木浩人、7日（木曜日）に佐藤輝明が出演。

    - 「今日のニュースフラッシュ」では、当日のパーソナリティ（いずれも朝日放送テレビのアナウンサー）が数項目のストレートニュースを伝えた後に、当日のパートナーが気になった項目についてクロストークを展開している。『伊藤史隆のラジオノオト』では金曜日を含めて「7時のニュースフラッシュ」というタイトルで放送していたが、金曜分の放送枠を2023年度から引き継いだ『ラジオで虎バン!』には定時ニュース枠自体が設けられていない。
    - その他これまで曜日ごとに、電話での生出演や、アーティストによる番組へのコメント出演、スタジオゲストが登場することがある。
      - 〈火曜日〉数回に分けて、山下剛と親交のあるdoaの徳永暁人がスタジオゲストとして登場、音楽好きな山下と現役アイドルの松野美桜コンビということもあり、徳永のサポートの元、番組を通してオリジナルジングルを見事に完成し、番組の中でそれを披露した。
      - 〈水曜日〉サマンサ・アナンサと親交のあるアーティストらが出演。大黒摩季(12月6日)が電話出演し、番組で使用しているup_abcがXのトレンド入りを果たした。コメントでは、クリスタル　ケイ、花花が出演。またドラァグクイーンに特化したニュースコーナーに、これまでトピックスに登場したドラァグクイーンの仲から、後輩のフェミニーナがスタジオに登場する。その他、MITSURI占いの法演もゲスト出演し、生占いを披露ている。
      - 〈木曜日〉ねんど部企画と題して、番組内でねんど創作を繰り広げ、リスナーにプレゼントするユニークな企画を実施。ねんど職人は登場しないが、他の曜日同様にゲストも登場している。これまでにミュージカルの告知に俳優の大谷亮平、虚構新聞のUKが登場している。どの曜日も不定期にスポーツに特化したABCアナウンサー陣がゲストに登場することもある。その他、ゲストではないものの、過去に水曜日に番組終わりの同局アナウンサー、浦川泰幸が一瞬出演した回があり、お便りとTwitterが賑った。たまたま放送を聴いてスタジオを覗いていた所、季節感を伝える話題なのに説明が足りないと、塚本にそれをレクチャーするやり取りが放送された為、そのやり取りと予期せぬ浦川の登場がリスナーを笑に導いた。(塚本にとって浦川は入社当時の直接的な恩師にあたる。)

## 出演者

### パーソナリティ
いずれも、担当期間中は朝日放送テレビのアナウンサー。
- 火曜：山下剛
  - 主にスポーツアナウンサーとして活動しているが、2022年度の下半期（ナイターオフ期間）には、朝日放送ラジオで『山下剛のナイスじゃナイト!』（土曜日夜間の生放送番組）のパーソナリティを務めていた。
- 水曜：塚本麻里衣
  - 2024年2月7日放送分では、朝日放送テレビの年次休暇（リフレッシュ休暇）を取得したことに伴って、桂吉弥がパーソナリティを務めている。ちなみに塚本は、当番組の開始前（2022年9月30日）から、毎週金曜日の午前中に『きっちり!まったり!桂吉弥です』（朝日放送ラジオの生ワイド番組）で吉弥のパートナーを担当。
- 木曜：上田剛彦
  - 2023年度の放送が終了した後に、2024年6月1日付の人事異動でアナウンス職から離脱。異動先は朝日放送テレビのイベント事業部で、同年7月26日には、担当イベントの告知を兼ねて『きっちり!まったり!桂吉弥です』に出演した。

### パートナー
- 火曜：松野美桜（NMB48）
  - 放送日のラジオ番組表では（名前の「美桜＝みお」にちなんだ愛称の）「みおち」が紹介文に使われていて、放送内でもこの愛称で認知されている。
  - 2023年度の火曜分では、自身の歌声を用いたジングル制作に挑戦。制作に際しては、徳永暁人（doa）からのサポートを受けながら、現役アイドルさながらの柔軟性を披露していた。
- 水曜：サマンサ・アナンサ（ドラァグクイーン）
  - 塚本やリスナーからのお便りでは、「さーちゃん」という愛称で呼ばれることがある。2024年4月からは、『サマンサ・アナンサのDO UP』に加えて、毎週金曜日にラジオ関西で『Clip』（平日午後の生ワイド番組）のパーソナリティを任されている。
  - 2023年度の水曜分では、「今週のドラァグクイーンニュース」というコーナーの進行を担当。塚本に代わって桂吉弥がパーソナリティを務めていた2024年2月7日放送分（前述）では、アナウンサーの塚本が本来担当しているスポンサー付きコーナーの提供クレジット・「今日のニュースフラッシュ」・「ABC天気予報」の読み上げを代行した。その縁で、2023年度水曜分の終了2日後（3月29日）には、『きっちり!まったり!桂吉弥です』で「吉弥のきっちり!イチ押し」（午前10時台後半のコーナー）のスタジオゲストに迎えられた。
  - 2024年3月20日（春分の日）には、BS朝日PRESENTS「スーパー4Kマジックショー　Mr.マリック超魔術団2024」の東京公演へ出演することが決まっていたため、フェミニーナ（以前の水曜分の放送にもゲストで登場していた「ドラァグクイーン仲間」）が塚本のパートナーを代行。このショーが放送中に終了したため、サマンサ本人も、公演先からエンディングに電話で出演した。
    - 当番組でも、Mr.マリックが前々週の水曜日（3月6日）に「スペシャルゲスト」として出演。パーソナリティやリスナーも参加できるリモートマジックを披露していた。
- 木曜：犬塚あさな（元SKE48）
  - 放送上は、苗字の「犬塚」にちなんで、パーソナリティの上田から「わんちゃん」と呼ばれている。ねんどを使って色々なキャラクターを器用に作ることが得意で、番組リスナーのプレゼントでも色々なバリエーションが誕生している。

## 備考
- 朝日放送ラジオでは例年、プロ野球シーズン中の火 - 金曜日でナイトゲームが最初から組まれていない場合に、『ABCフレッシュアップベースボールスペシャル』（同局スタジオからの3時間にわたる生放送番組）を編成。2023年には、6月21日（水曜日）に上田・犬塚の進行で「上田剛彦の夏至ないと」、7月18日に上田とサマンサの進行で「上田剛彦のサマータイム!」を放送していた。いずれも、放送の時間帯と出演者が当番組と同じことなどから、「事実上のパイロット番組」と位置付けられている。
- 2023年度のプロ野球オフシーズンには、2023年内における当番組の放送を12月27日（金曜日）、『ラジオで虎バン!』の放送を同月29日（金曜日）で終了。28日（木曜日）には、当番組の放送枠を『赤星憲広のオーライオーライ』（18:00 - 19:30）と『矢野燿大のどーんと来い!!』（19:30 - 21:00、いずれも阪神OBの野球解説者がパーソナリティを務める年末恒例の事前収録番組）のセット編成に充てた。なお、2024年には1月4日（木曜日）から当番組を放送。

## プロ野球シーズン中の派生番組『サマンサ・アナンサのDO UP（ド・アップ）』
『UP↑↑』は、日本プロ野球（NPB）の2024年レギュラーシーズンが3月29日（金曜日）に開幕することを受けて、20レギュラー放送を前日（28日）で終了した。
ただし、朝日放送ラジオでは2024年度の上半期（レギュラーシーズン中）にも、『サマンサ・アナンサのDO UP』（サマンサ・アナンサのド・アップ）という生放送番組を、8月の全国高等学校野球選手権本大会期間中を除いて阪神タイガースのナイトゲームが組まれていない土曜日の19:00 - 21:30に生放送。2023年度における当番組の出演者から、サマンサ・アナンサが「パーソナリティ」、塚本が「パートナー」として出演している。ちなみに、最初の放送日は2024年4月6日で、東京ヤクルトスワローズ対阪神のデーゲーム（14:00開始）を文化放送からの裏送り方式で中継することを前提に放送枠が編成された。
なお、朝日放送ラジオでは2024年度の下半期（ナイターオフ期間）に、『ミュージックジェルム』（塚本の後輩アナウンサーから福井治人・平野康太郎・東留伽が日替わりでパーソナリティを務める音楽番組）が『UP↑↑』の放送枠を引き継いている。阪神は2024年にセントラル・リーグのレギュラーシーズンを2位で終えることになったため、『DO UP』については、下半期にも（阪神のクライマックスシリーズ＜CS＞ファイナルステージや日本シリーズの進出によってナイトゲーム中継が土曜日に発生する場合を除いて）放送を継続している。
2024年12月28日をもって、朝日放送テレビアナウンサーの塚本麻里衣が、第二子出産のため、降板し、2025年1月4日からは朝日放送テレビアナウンサーの佐藤修平がパートナーを務めている。なお、番組内の呼び名は「シュガペー」になった。